# 烏盧阿薩帕
烏盧阿薩帕（西班牙語：Uluazapa），是薩爾瓦多的城鎮，位於該國東部，由聖米格爾省負責管轄，面積36.42平方公里，海拔高度335米，2007年人口3,351，人口密度每平方公里92.01人。
13°30′N 88°04′W / 13.500°N 88.067°W